# Decreto legislativo 31 marzo 1998, n. 112
Il decreto legislativo 31 marzo 1998, n. 112 ("Conferimento di funzioni e compiti amministrativi dello Stato alle regioni ed agli enti locali, in attuazione del capo I della legge 15 marzo 1997, n. 59") è una legge della Repubblica italiana.
Esso è stato un atto normativo con il quale si diede corpo ad una redistribuzione delle funzioni pubbliche nell'ambito del decentramento amministrativo in Italia e del dibattito politico sul federalismo.

## Contenuto
Le competenze trasferite alle regioni, alle province, ai comuni, alle comunità montane o ad altri enti locali e, nei casi espressamente previsti, alle autonomie funzionali, riguardano funzioni e compiti amministrativi e non politici. Il decreto medesimo precisa, all'art. 1, che il trasferimento comprende anche le funzioni di organizzazione e le attività connesse e strumentali all'esercizio delle funzioni e dei compiti conferiti, quali fra gli altri, quelli di programmazione, di vigilanza, di accesso al credito, di polizia amministrativa, nonché l'adozione di provvedimenti contingibili e urgenti previsti dalla legge. In alcuni casi si tratta di competenze non statali, riassegnate ad enti diversi (ad esempio funzioni precedentemente delle province, ora delle camere di commercio).
In materia di rapporti internazionali e con l'Unione europea, il testo sancisce la riserva di gestione politica dello Stato, ma apre ad una parziale gestione esecutiva dei rapporti nei limiti delle rispettive competenze anche da parte degli enti minori; lo Stato riserva per sé anche il potere di indirizzo e coordinamento, cioè il controllo politico (politiche economiche e politiche di settore), delle funzioni distribuite, nonché la titolarità della verifica dell'effettivo esercizio funzionale, prevedendo per i casi di accertata inattività che comportino inadempimento agli obblighi derivanti dall'appartenenza all'Unione Europea, o pericolo di grave pregiudizio agli interessi nazionali, d'ordinario il commissariamento e nei casi più gravi un potere sostitutivo di legislazione d'urgenza affidato al governo centrale.
Insieme con le funzioni, sono state distribuite anche le competenti partizioni di bilancio e le dotazioni di personale e strutture (per il trasferimento delle quali, ad esempio dei beni immobili, si è applicata esenzione fiscale).

## Oggetto
Il decreto ha disposto la distribuzione di funzioni in diverse materie; nell'ambito del settore dello sviluppo economico, si sono trasferite competenze di agricoltura e foreste (materia disciplinata dal decreto legislativo 4 giugno 1997, n. 143), artigianato, industria, energia, miniere e risorse geotermiche, ordinamento delle camere di commercio, fiere e mercati e commercio, turismo ed industria alberghiera. In materia di territorio, ambiente e infrastrutture, si sono rinviate competenze su territorio e urbanistica, protezione della natura e dell'ambiente, tutela dell'ambiente dagli inquinamenti e gestione dei rifiuti, risorse idriche e difesa del suolo, opere pubbliche, viabilità, trasporti e protezione civile; in particolare si è ordinato che il capo del Governo entro due anni, con proprio decreto, declassificasse tutte le strade Statali che non facessero parte della rete nazionale principale; con questo articolo sono state trasferite alle regioni e alle province circa 15.000 km di strade. In materia di urbanistica si sono anche soppresse le previgenti funzioni consultive spettanti al Consiglio superiore dei lavori pubblici su questioni di interesse urbanistico. Parimenti, è stato soppresso il Comitato per l'edilizia residenziale pubblica (CER) presso il Ministero dei lavori pubblici.
Di non minore rilievo sono i trasferimenti di competenze riguardanti la sanità pubblica, le politiche sociali, l'istruzione, i beni culturali, la polizia amministrativa. Uno dei tratti salienti è il trasferimento della maggioranza delle strade statali dal patrimonio statale ANAS al patrimonio delle Regioni (strade regionali), ed eventualmente a quello delle Province, con lo scopo evidentemente di migliorarne la manutenzione, concedendone la proprietà all'ente più vicino, secondo il principio di sussidiarietà. Questo stesso decreto legislativo assegna al presidente del Consiglio dei ministri il compito di emettere il decreto nel quale si ordina il passaggio di proprietà dallo Stato agli enti locali, di tutte le strade che non fanno parte della rete nazionale portante; in ogni regione sono state declassificate mediamente 20 strade statali (tranne nelle regioni a statuto speciale, nel quale non ne è stata declassificata nessuna).